# Randall (Minnesota)
Randall es una ciudad ubicada en el condado de Morrison en el estado estadounidense de Minnesota. En el Censo de 2010 tenía una población de 650 habitantes y una densidad poblacional de 122,24 personas por km².

## Geografía
Randall se encuentra ubicada en las coordenadas 46°5′19″N 94°30′2″O / 46.08861, -94.50056. Según la Oficina del Censo de los Estados Unidos, Randall tiene una superficie total de 5.32 km², de la cual 5.32 km² corresponden a tierra firme y (0%) 0 km² es agua.

## Demografía
Según el censo de 2010, había 650 personas residiendo en Randall. La densidad de población era de 122,24 hab./km². De los 650 habitantes, Randall estaba compuesto por el 97.23% blancos, el 0.62% eran afroamericanos, el 0.15% eran amerindios, el 0% eran asiáticos, el 0% eran isleños del Pacífico, el 0.77% eran de otras razas y el 1.23% pertenecían a dos o más razas. Del total de la población el 1.08% eran hispanos o latinos de cualquier raza.